# 音無井路十二号分水

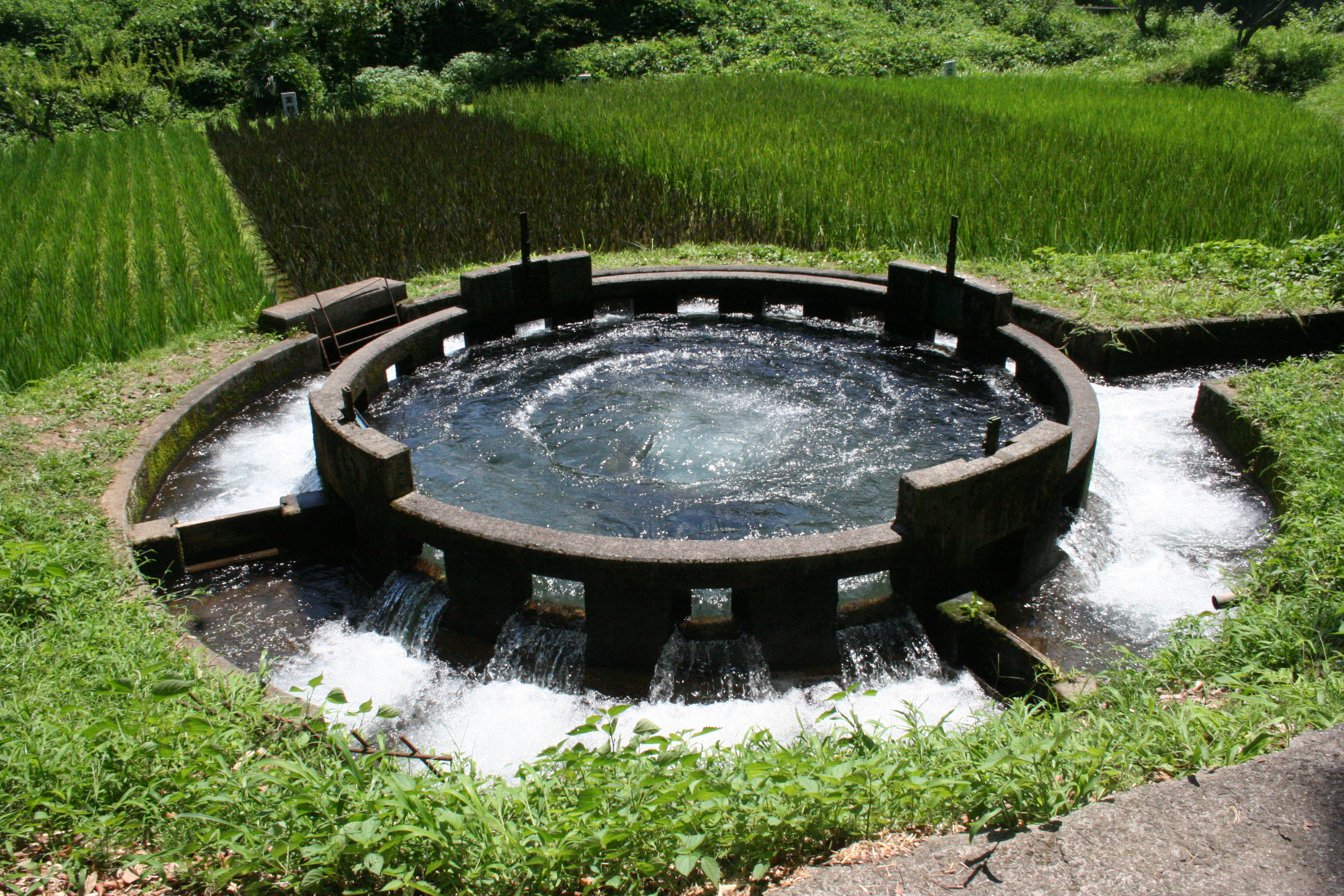
音無井路十二号分水

音無井路十二号分水（おとなしいろじゅうにごうぶんすい）は、大分県竹田市九重野百木の音無井路にある円筒分水。音無井路円形分水とも呼ばれる。
位置 北緯32度52分46.4秒 東経131度17分10.3秒 / 北緯32.879556度 東経131.286194度座標: 北緯32度52分46.4秒 東経131度17分10.3秒 / 北緯32.879556度 東経131.286194度

## 沿革
音無井路は大野川水系の大谷川を水源とし、竹田市南西部にある宮砥（みやど）地区等を灌漑するための用水である。
その歴史は、江戸時代中期にさかのぼる。豊後岡藩の家臣須賀勘助は、元禄6年（1693年）に藩の財政を確立するために宮砥地区を含むの南部一帯の水利計画を発案し、藩主中川久恒に認められる。難工事の末、九重野上西までの通水を果たしたが、暴風雨のために施設は復旧の目処も立たたないほどに崩壊し、勘助はその責を負って切腹した。その後、何度か水路の復旧が計画されたが、江戸時代には実現には至らなかった。
明治時代にはいり、旧岡藩藩士井上藤蔵と宮砥在住の熊谷桃三郎は、明治10年（1877年）に水路の復旧を計画して、測量を開始。資金の調達などを経て、明治17年（1884年）に着工した。しかし、工事は難工事となり遅々として進まず、2人は私財を投げうって工事を続けたものの破産してしまう。これにより、藤蔵は宮砥を去らなければならなくなるが、残った桃三郎は周囲の協力を得て、明治21年（1888年）に工事を再開。明治25年（1892年）に取水口から十二号分水までの約2kmの暗渠（トンネル）が竣工した。
その後も水路の延長工事が行われたが、大正時代末になると、周囲の村も大谷川からの取水を開始したため、音無井路の水量が不足し、分配する水量を巡って争いが絶えないようになった。そこで、適切な水の分配を行うために、昭和9年（1934年）に円筒分水が設けられた。

## 十二号分水の概要
音無井路は、取水口から十二号分水までの約2kmが暗渠になっている。十二号分水という名は、この暗渠の12か所に廃土用の排出口が設けられたことから名づけられている。
取水口から十二号分水までの水路は明治25年（1892年）に完成したが、ここから三線の幹線水路に分配する水の量を巡って争うが起こるようになったことから、昭和9年（1934年）に円筒分水が設けられた。
音無井路十二号分水の円筒分水は、サイフォンの原理を利用して円筒の中央から湧出する0.7m3/sの水が、その外側に設けられた円筒に均等に穿たれた20個の四角形の小窓によって分水され、最外周に三分して設けられた分水枡に貯められた後に3つの幹線水路に注ぎ込むようになっている。20個の小窓は3つの水路に割り当てられた水量に比例して、それぞれの水路に5個、8個、7個が割り振られている。
音無井路十二号分水は、土木学会によって、近代土木遺産（Cランク）に指定されている。また、大分むぎ焼酎二階堂のCMでもこの施設の映像が使われている。
十二号分水の近くには須賀勘助の業績を偲ぶ頌徳碑が建てられ、毎年4月10日頃に水神祭が行われている。

## 交通
- 竹田市街から県道8号竹田五ヶ瀬線を宮崎県五ヶ瀬町方面へ約21km進み、九重野交差点で右折して県道695号九重野荻線に入り、約1.2km進み小川公民館を越えたところの分岐路を左へ。道なりに約1km進み、直進、右折のT字路を右折。約600m進み、宇目小国林道の新百木トンネル手前右側（看板あり）